# Pierre Mesnel

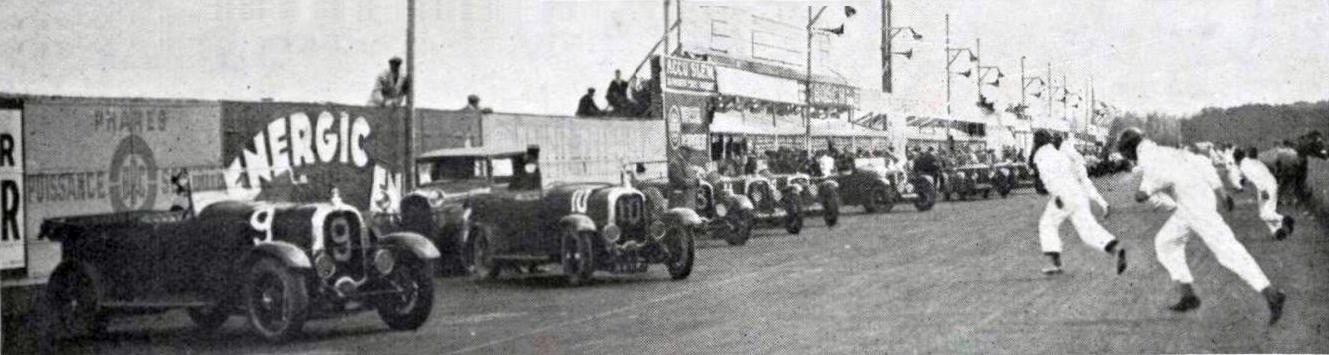
Der Fasto A3 Sport (Startnummer 8) von Pierre Mesnel und Raymond Leroy beim Start zum 24-Stunden-Rennen von Le Mans 1927

Pierre Henri Louis Mesnel (* 5. Dezember 1897 in Soisy-sous-Montmorency; † 25. August 1945 in Chatou) war ein französischer Autorennfahrer.

## Karriere als Rennfahrer
Pierre Mesnel war 1927 bei drei 24-Stunden-Rennen am Start. Erst startete er beim 24-Stunden-Rennen von Le Mans, wo der eingesetzte Fasto A3 Sport nach einem Motorschaden ausfiel. Danach folgte ein 12. Gesamtrang beim 24-Stunden-Rennen von Spa-Francorchamps und zum Abschluss ein fünfter Platz beim 24-Stunden-Rennen von Paris.

## Statistik

### Le-Mans-Ergebnisse
| Jahr | Team                                | Fahrzeug       | Teamkollege   | Platzierung | Ausfallgrund |
| ---- | ----------------------------------- | -------------- | ------------- | ----------- | ------------ |
| 1927 | Fabriques d’Automobiles de St. Ouen | Fasto A3 Sport | Raymond Leroy | Ausfall     | Motorschaden |